# MBK Center
El MBK Center (en tailandés: เอ็มบีเค เซ็นเตอร์), también conocido localmente con su nombre original, Mahboonkrong Center, o apenas como MBK, es un centro comercial de Bangkok, Tailandia, inaugurado en 1985, el más visitado del país y también el más grande de Asia.

## Historia

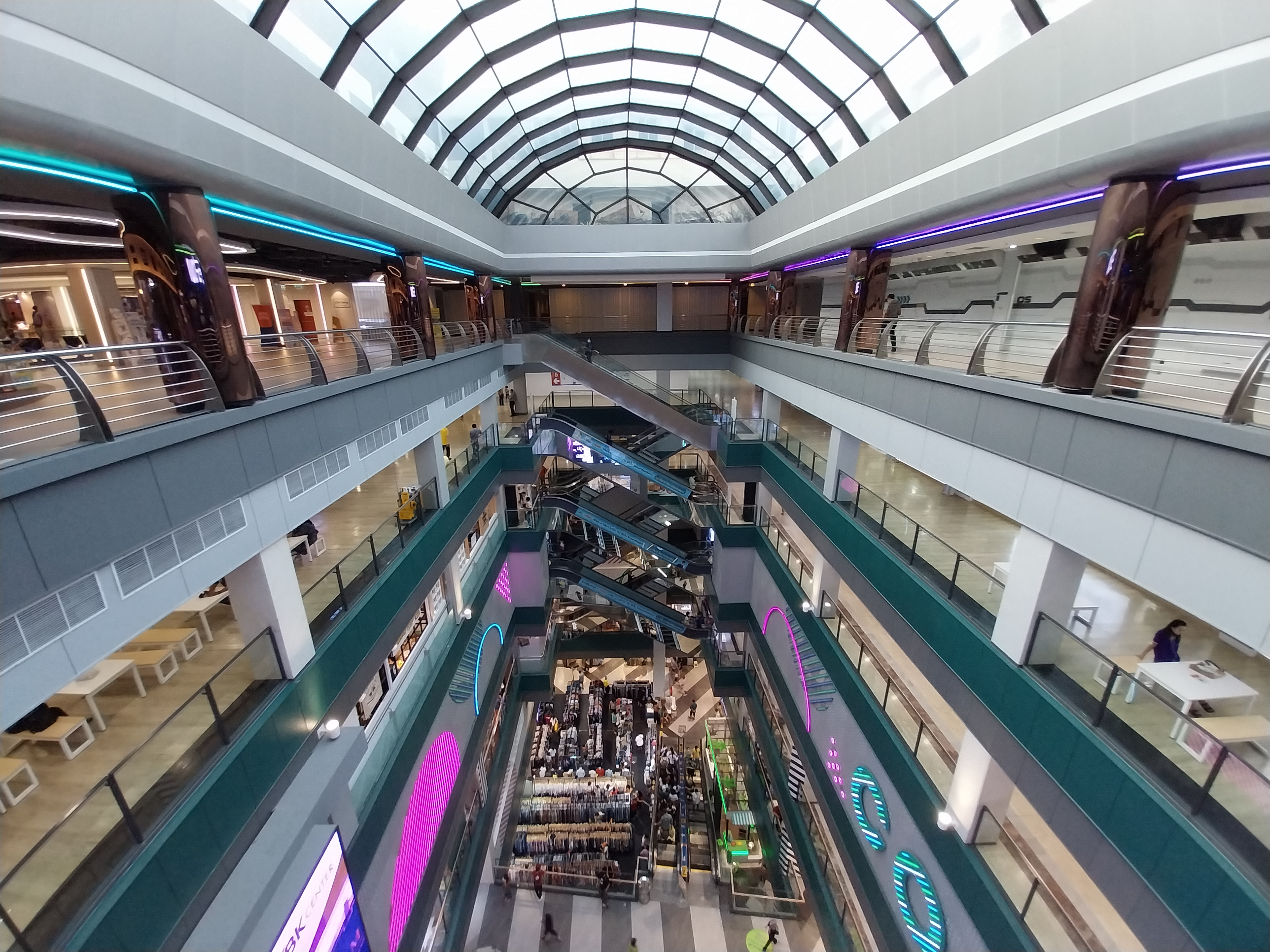
Vista interior del centro comercial.

Fue construido en 1985 por el empresario Chokchai Bulakul con el nombre Mahboonkrong Center. Diseñado en mármol y con una gran fachada luminosa, está ubicado en una zona central de Bangkok, que más tarde se convertiría en polo comercial con la instalación de otros centros comerciales en los alrededores.
Tras un período de dificultades financieras, fue adquirido por el consorcio Dusit Thani Group. Su nombre fue abreviado a MBK y es administrado por el Grupo MBK Public Company Limited, que también tiene a su cargo los centros comerciales Paradise Park y The Nine Neighborhood Center, siete hoteles, tres campos de golf y negocios financieros. Entre 2003 y 2004 fue sometido a una modernización arquitectónica.

## Servicios
En sus ocho plantas de 350 metros de longitud, que ocupan un total de 140.000 m², MBK Center cuenta con 150 restaurantes y más de 2.500 tiendas en las que se puede adquirir todo tipo de productos, entre ellos ropa, accesorios, cámaras fotográficas, electrónica, teléfonos celulares, mobiliario y películas en DVD. También cuenta con salas de cines, pistas de bowling, salas de karaoke y máquinas de videojuegos. Dispone de aire acondicionado en todos sus niveles.

### Áreas
- 1º, 2º y 3º nivel: ropa y accesorios, gastronomía y joyería.
- 4º nivel: electrónicos y teléfonos celulares.
- 5º nivel: mobiliario y decoración, electrónicos, electrodomésticos, cámaras fotográficas y patio de comidas.
- 6º nivel: mercado de regalos (al estilo de los mercados callejeros), ropa y accesorios, gastronomía.
- 7º nivel: gastronomía, karaoke, cines, videojuegos y bowling.[2]

## Transporte

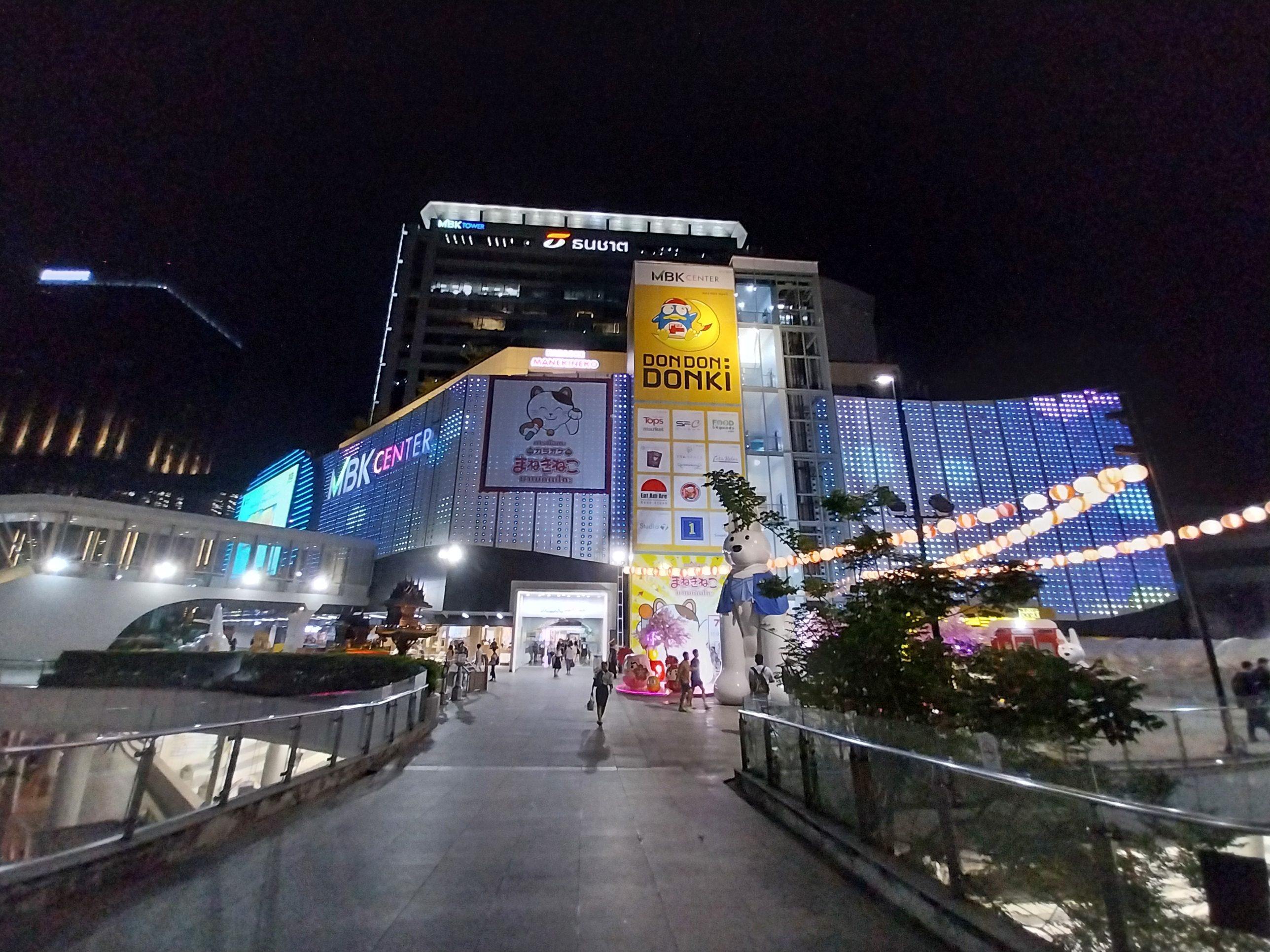
Vista externa nocturna.

El Metro Aéreo (Skytrain BTS) tiene una estación (National Stadium) que se comunica con el centro comercial por medio de pasarelas elevadas. Llegan hasta la zona los ómnibus 15, 25, 29, 34, 36, 47, 48, 50, 73, 93 y 204, y los ómnibus con servicio de aire acondicionado 8, 25, 28, 29, 34, 73, 501 y 502. Frente a la entrada principal hay parada de taxis y de tuk-tuk.